# Божићне хронике 2
Божићне хронике 2 (енгл. The Christmas Chronicles 2) америчка је божићна филмска комедија из 2020. године. Режију потписује Крис Коламбус, по сценарију који је написао с Метом Либерманом. Наставак је филма Божићне хронике из 2018. године. Курт Расел понавља своју улогу Деда Мраза.
Приказан је 25. новембра 2020. године преко услуге видео-стриминга Netflix. Као и његов претходник, добио је позитивне рецензије критичара.

## Радња
Кејт Пирс, сада цинична тинејџерка, неочекивано се поново састаје са Деда Мразом када мистериозни изазивач невоља прети да ће уништити Божић — заувек.

## Улоге
| Глумац                   | Улога        |
| ------------------------ | ------------ |
| Курт Расел               | Деда Мраз    |
| Голди Хон                | госпођа Мраз |
| Дарби Камп               | Кејт Пирс    |
| Кимберли Вилијамс Пејсли | Клер Пирс    |
| Џазир Бруно              | Џек Букер    |
| Џулијан Денисон          | полажајник   |
| Тајрис Гибсон            | Боб Букер    |
| Џуда Луис                | Теди Пирс    |
| Сани Суљић               | Даг Пирс     |
| Дарлин Лав               | Грејс        |